# Besti squat
Besti squat – to jeden z elementów łyżwiarskich zaliczanych do elementów łączących lub ruchów w przestrzeni wykorzystywanych przy innych elementach łyżwiarskich np. podnoszeniach. Jest to odmiana monda (ang. Spread eagle), czyli jazdy na obu nogach ustawionych piętami do siebie po jednej linii, ale w pozycji przysiadu na zgiętych nogach przy zachowaniu wyprostowanej górnej części ciała. 
Best squat to nieoficjalna nazwa elementu z wykorzystaniem części nazwiska Natalji Biestiemjanowej, która wykonywała tę pozycję w parze z Andriejem Bukiem podczas ich tańca dowolnego na igrzyskach olimpijskich 1988 w Calgary, gdzie zdobyli złoty medal. Ruch, który wykonywali był określany jako połączenie mondu z plié. Pozycja jest wykorzystywana przez partnerów w parach tanecznych przy wykonywaniu podnoszeń (po linii prostej lub po łuku) oraz przez pary sportowe np. przy przygotowaniu do wykonania skoków wyrzucanych lub innych elementów łyżwiarskich.

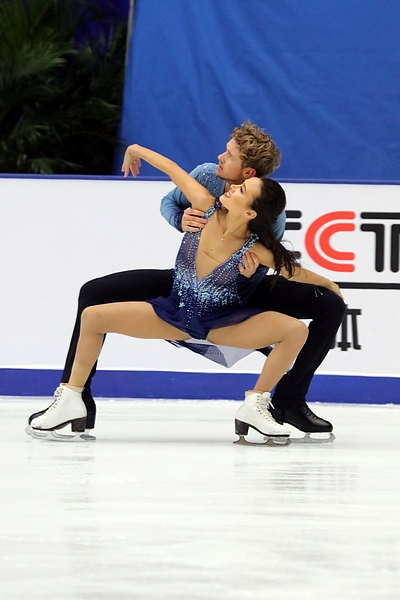
Pary taneczne – besti squat jako element ruchów w przestrzeni (Madison Chock / Evan Bates)
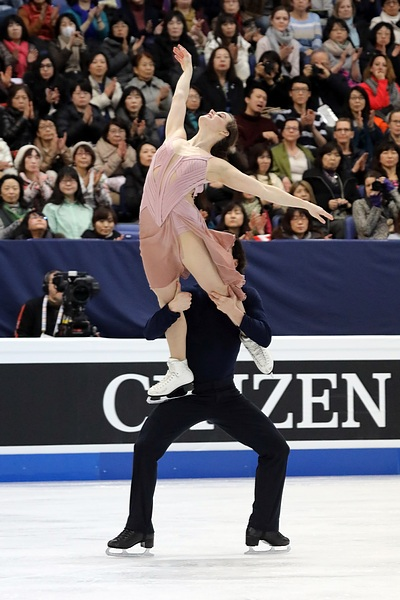
Pary taneczne – partner w pozycji besti squat przy podnoszeniu po linii prostej (Tessa Virtue / Scott Moir)
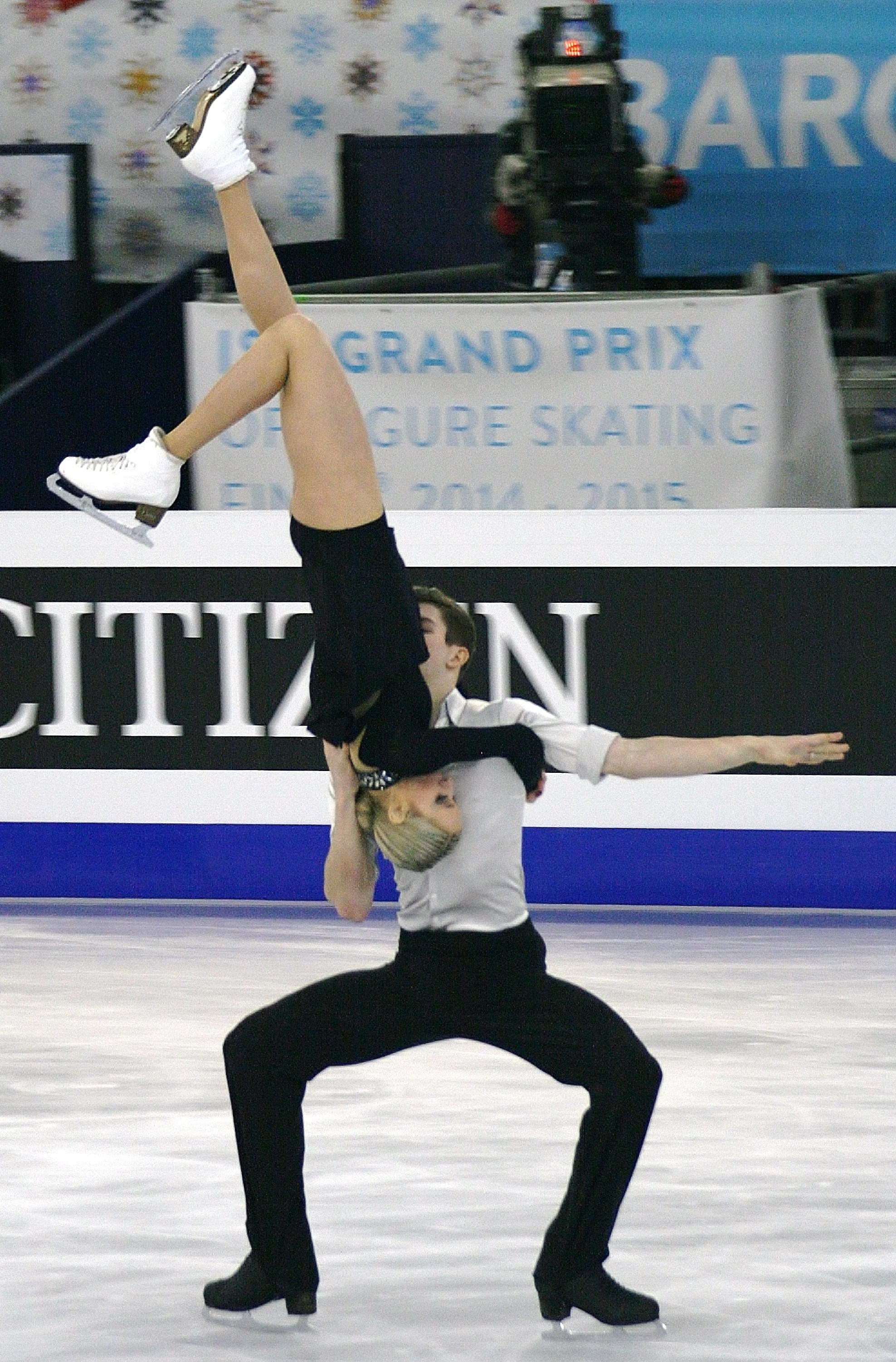
Pary taneczne – partner w pozycji besti squat przy podnoszeniu po linii prostej (Anna Janowska / Siergiej Mozgow)
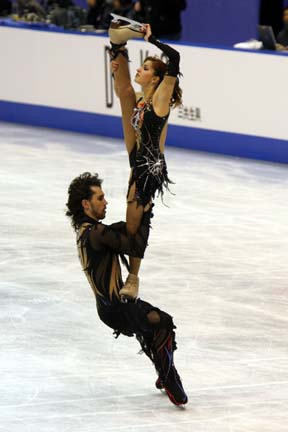
Pary taneczne – partner w pozycji besti squat przy podnoszeniu po łuku (Jana Chochłowa / Siergiej Nowicki)
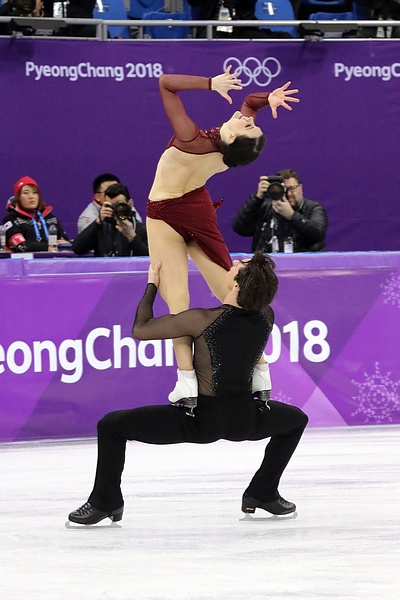
Pary taneczne – partner w pozycji besti squat przy podnoszeniu po łuku (Tessa Virtue / Scott Moir)